# Film in 2007
Dit artikel gaat over de film in het jaar 2007. In 2007 kwamen onder andere Harry Potter en de Orde van de Feniks, Spider-Man 3, Pirates of the Caribbean 3, Shrek the Third en Ocean's Thirteen uit. 2007 wordt ook wel het jaar van de vervolgfilms genoemd.

## Succesvolste films
De tien films uit 2007 die het meest opbrachten.
| Plaats | Titel                                     | Distributeur         | Opbrengst wereldwijd |
| ------ | ----------------------------------------- | -------------------- | -------------------- |
| 1      | Pirates of the Caribbean: At World's End  | Walt Disney Pictures | $ 960.996.492        |
| 2      | Harry Potter and the Order of the Phoenix | Warner Bros.         | $ 939.885.929        |
| 3      | Spider-Man 3                              | Sony Pictures        | $ 890.871.626        |
| 4      | Shrek the Third                           | Paramount Pictures   | $ 798.958.162        |
| 5      | Transformers                              | Paramount Pictures   | $ 709.709.780        |
| 6      | Ratatouille                               | Walt Disney Pictures | $ 623.707.397        |
| 7      | I Am Legend                               | Warner Bros.         | $ 585.349.010        |
| 8      | The Simpsons Movie                        | 20th Century Fox     | $ 527.071.022        |
| 9      | National Treasure: Book of Secrets        | Walt Disney Pictures | $ 457.364.600        |
| 10     | 300                                       | Warner Bros.         | $ 456.068.181        |

## Prijzen
80e Academy Awards:
Beste Film: No Country for Old Men
Beste Regisseur: Joel en Ethan Coen met No Country for Old Men
Beste Mannelijke Hoofdrol: Daniel Day-Lewis in There Will Be Blood
Beste Vrouwelijke Hoofdrol: Marion Cotillard in La Vie en Rose
Beste Mannelijke Bijrol: Javier Bardem in No Country for Old Men
Beste Vrouwelijke Bijrol: Tilda Swinton in Michael Clayton
Beste Niet-Engelstalige Film: Die Fälscher uit Oostenrijk
Beste Animatiefilm: Ratatouille
65e Golden Globe Awards
Drama:
Beste Film: Atonement
Beste Acteur: Daniel Day-Lewis – There Will Be Blood
Beste Actrice: Julie Christie – Away from Her
Musical of Komedie:
Beste Film: Sweeney Todd: The Demon Barber of Fleet Street
Beste Acteur: Johnny Depp – Sweeney Todd: The Demon Barber of Fleet Street
Beste Actrice: Marion Cotillard – La Vie en Rose
Overige
Beste Regisseur: Julian Schnabel – The Diving Bell and the Butterfly
Beste Buitenlandse Film: The Diving Bell and the Butterfly
Gouden Palm (Filmfestival van Cannes):
4 luni, 3 săptămâni şi 2 zile (4 maanden, 3 weken & 2 dagen), geregisseerd door Cristian Mungiu, Roemenië
Gouden Leeuw (Filmfestival van Venetië):
Se, jie (Lust, Caution), geregisseerd door Ang Lee, VS
Gouden Beer (Filmfestival van Berlijn):
Tuya's Marriage, geregisseerd door Wang Quan'an, China

## Gebeurtenissen
- 9 januari – People's Choice Awards worden uitgereikt.
- 15 januari – Golden Globe Awards worden uitgereikt.
- 11 februari – De BAFTA Awards worden uitgereikt.
- 24 februari – De Golden Raspberry Award wordt uitgereikt.
- 25 februari – De Oscars worden voor de 79ste keer uitgereikt.
- 4 maart – Actrice Halle Berry ontvangt een ster op de Hollywood Walk of Fame.
- 1 april – Twee Amerikaanse tieners hebben bekend de brand te hebben aangestoken die afgelopen week het Hollywood Sign bedreigde. De brand naderde de letters tot op vierhonderd meter.
- 2 april – De Britse animatiestudio Aardman Features heeft een driejarig contract getekend bij Sony Pictures.
- 4 april – Will Smith is volgens een jaarlijkse lijst van het Amerikaanse tijdschrift Newsweek de machtigste acteur ter wereld. Tom Cruise, vorig jaar de aanvoerder van de lijst, is gezakt naar de vijfde plaats. De top vijf bestond verder uit Johnny Depp (nr. 2), Ben Stiller (3) en Brad Pitt (4).
- 4 april – Bob Clark, de regisseur van onder andere de Porky's-filmreeks, is samen met zijn zoon omgekomen bij een auto-ongeluk. Clark was 65 jaar oud.
- 5 april – Zwartboek, de oorlogsfilm van Paul Verhoeven, is in première gegaan in de Verenigde Staten. De film heeft aldaar overwegend positieve recensies gekregen.
- 6 april – De Italiaanse regisseur Luigi Comencini is vrijdag op 90-jarige leeftijd overleden. Comencini is voornamelijk bekend van de films Pane, amore e fantasia (1953), waarvoor hij een Zilveren Beer won.
- 9 april – Grindhouse, de laatste film van Quentin Tarantino en Robert Rodriguez, had ondanks positieve recensies een slechter openingsweekend dan verwacht. Analisten hadden een opening van $20 miljoen voorspeld voor de B-film-hommage double feature, maar de film bracht iets meer dan $10 miljoen op.
- 17 april – Acteur Richard Gere heeft zich de woede van een groot deel van de Indiase bevolking op de hals gehaald door publiekelijk meerdere malen de Indiase actrice Shilpa Shetty te kussen tijdens een bijeenkomst voor bewustwording van aids in New Delhi. Het in het openbaar tonen van affectie is in India taboe.
- 17 april – Acteur Chow Yun-Fat is uit de opnamen van The Battle of Red Cliff van John Woo gestapt. Deze film is met een budget van ongeveer $70 miljoen de duurste film uit China ooit. Chow Yun-Fat zou de hoofdrol spelen.
- 19 april – De Franse acteur Jean-Pierre Cassel is donderdag op 74-jarige leeftijd overleden aan de gevolgen van kanker.
- 19 april – De selectie van films die zal worden getoond op de 60e editie van het Filmfestival van Cannes, gehouden van 16 tot en met 27 mei, is bekendgemaakt. In de competitie voor de Gouden Palm is één Nederlandse coproductie opgenomen, Stellet licht van de Mexicaanse regisseur Carlos Reygadas.
- 21 april – Martin Scorseses Goodfellas is door de Kring van Nederlandse Filmjournalisten uitgeroepen tot de beste film van de afgelopen vijfentwintig jaar.
- 27 april – Jack Valenti, de oprichter en bijna veertig jaar lang de baas van de Motion Picture Association of America (MPAA), de Amerikaanse tegenhanger van de Kijkwijzer, is op 85-jarige leeftijd overleden.
- 8 mei – Spider-Man 3 heeft de hoogste weekopbrengst ooit behaald voor een film: in de eerste zes dagen na de première bracht de film wereldwijd 382 miljoen dollar op. Daarmee werd het oude record, 303 miljoen dollar voor Star Wars: Episode III uit 2005, met bijna 80 miljoen dollar verbroken. Sony heeft bekendgemaakt dat er nog drie vervolgen zullen komen.
- 11 mei – John de Mol heeft Hammer Film Productions gekocht, een Britse filmstudio die in de jaren vijftig bekendheid kreeg door de "Hammer Horror"-filmreeks.
- 16 mei – De zestigste editie van het Filmfestival van Cannes is van start gegaan. Openingsfilm is My Blueberry Nights, de eerste Engelstalige film van Wong Kar-wai met onder andere Norah Jones in een van de rollen.
- 26 mei – De filmmaatschappij 20th Century Fox heeft de filmrechten van het computerspel The Sims bemachtigd. Over de film is nog weinig bekend, wel zal het script geschreven worden door Brian Lynch (stripschrijver) en de rollen zullen door acteurs gespeeld worden.
- 27 mei – De Roemeense film 4 luni, 3 săptămâni şi 2 zile (4 maanden, 3 weken & 2 dagen) heeft op het Filmfestival van Cannes de Gouden Palm gewonnen.
- 31 mei – De opnamen van Sin City 2 worden uitgesteld omdat regisseurs Robert Rodriguez en Frank Miller eerst nog ieder apart aan een ander project gaan werken.
- 1 juni – De Franse acteur Jean-Claude Brialy is op 74-jarige leeftijd overleden aan de gevolgen van kanker. Brialy heeft in meer dan 180 films gespeeld, en gold als een van de belangrijkste acteurs uit de Nouvelle Vague.
- 3 juni – De MTV Movie Awards zijn uitgereikt. De grote winnaar was Pirates of the Caribbean: Dead Man's Chest, die de prijs kreeg voor Beste Film en Beste Performance (Johnny Depp).
- 5 juni – Op het 27ste Nederlands Film Festival, gehouden van 26 september tot 6 oktober, wordt de canon van de Nederlandse film gepresenteerd. De canon wordt opgesteld door een commissie onder leiding van Jeltje van Nieuwenhoven, en alle films zullen op het festival getoond worden.
- 9 juni – De Senegalese filmregisseur Ousmane Sembène is op 84-jarige leeftijd overleden. Sembène was de eerste Afrikaanse filmregisseur die internationale erkenning kreeg.
- 15 juni – Tijdens het 64ste Filmfestival van Venetië, gehouden van 29 augustus tot 8 september, zal Amerikaans regisseur Tim Burton een Gouden Leeuw ontvangen voor zijn gehele oeuvre. Ook is de openingsfilm bekendgemaakt, Atonement van Joe Wright, en zal er een retrospectief zijn op de spaghettiwestern.
- 19 juni – Marc Forster gaat de 22ste James Bondfilm Quantum of Solace regisseren, die in 2008 in de bioscopen moet gaan draaien. Forster regisseerde eerder al Monster's Ball en Finding Neverland.
- 19 juni – In Mexico-Stad overlijdt op 88-jarige leeftijd zanger en acteur Antonio Aguilar. Aguilar speelde onder andere in Un rincón cerca del cielo, Gabino Barrera en Peregrina maar werd internationaal het bekendst door zijn rol in de film The Undefeated waarin hij samen met John Wayne speelde.
- 21 juni – Het American Film Institute (AFI) heeft net opnieuw Citizen Kane uitgeroepen tot beste Amerikaanse film aller tijden. In een lijst van honderd beste films aller tijden stond de film op de eerste plaats, net als tien jaar geleden. Op twee staat The Godfather, en Casablanca neemt de derde plek in.
- 26 & 27 juni – In Duitsland is politieke ophef ontstaan over Valkyrie, de nieuwste film van Bryan Singer over het complot van 20 juli 1944 waarin Tom Cruise de rol zal spelen van Claus Schenk graaf von Stauffenberg, een verzetsheld die een aanslag beraamde op Adolf Hitler. Zowel von Sauffenbergs oudste zoon als Minister van Defensie Franz-Josef Jung hebben kritiek geuit op Cruise's lidmaatschap van de Scientology Church, en Jung heeft de filmmakers verboden op Duitse militaire bases te filmen. Cruise heeft inmiddels belooft dat zijn religieuze overtuiging geen invloed zal hebben op zijn vertolking. Opnames van de film beginnen in juli en de film wordt in de loop van 2008 verwacht. Carice van Houten zal in de film te zien zijn als de vrouw van Claus von Stauffenberg.
- 29 juni – Taiwanees regisseur Edward Yang overlijdt in zijn woonplaats Beverly Hills aan de gevolgen van kanker. Yang is voornamelijk bekend van de film Yi yi uit 2000, waarvoor hij op het Filmfestival van Cannes de regieprijs won. Yang is 59 jaar oud geworden.
- juli – De Amerikaanse acteur Tim Blake Nelson is gecast voor de film The Incredible Hulk, die zal verschijnen in 2008. Hij zal de rol van Samual Sterns spelen.
- 2 juli – Zwartboek heeft in de Verenigde Staten een recordomzet met meer dan 4,2 miljoen dollar, de hoogste omzet aldaar voor een Nederlandse film. De film draait daar nu dertien weken en draaide op het hoogtepunt in 193 bioscopen.
- 4 juli – Regisseur Oliver Stone heeft geen toestemming gekregen om een documentaire te maken over de Iraanse premier Mahmoud Ahmadinejad. Volgens de woordvoerder van Ahmadinejad is Stone, ondanks dat hij bekendstaat als onderdeel van de oppositie in de Verenigde Staten, nog altijd onderdeel van "De Grote Satan", zoals de VS sinds ayatollah Khomeini in Iran genoemd wordt.
- 6 juli – Er komt een filmversie van de succesvolle televisieserie Sex and the City. In 2005, een jaar nadat de serie was gestopt, waren er al plannen voor een verfilming. Het ging echter in eerste instantie niet door vanwege actrice Kim Cattrall, die een hoger salaris eiste. Catrall heeft nu toegestemd, waardoor de vier hoofdrolspeelsters uit de originele serie weer zullen meespelen. In de herfst zal begonnen worden met de productie.
- 16 juli – De jury van het Filmfestival van Venetië, die onder meer de Gouden Leeuw zal uitreiken, zal enkel uit bekende filmregisseurs bestaan. Het zijn Paul Verhoeven, Alejandro González Iñárritu, Jane Campion en Zhang Yimou. Oeuvreprijzen gaan naar Tim Burton en Bernardo Bertolucci.
- 22 juli – De Hongaarse cameraman László Kovács, onder andere bekend van zijn werk voor Easy Rider, is op 74-jarige leeftijd overleden.
- 22 juli – De Duitse acteur Ulrich Mühe is op 54-jarige leeftijd overleden aan de gevolgen van maagkanker. Mühe was voornamelijk bekend van de hoofdrol in Das Leben der Anderen, die begin dit jaar de Academy Award voor Beste Niet-Engelstalige Film won.
- 23 juli – Carice van Houten, bekend van Zwartboek, gaat spelen in de film Vivaldi, een film over de gelijknamige componist en priester. Ze speelt de rol van de geliefde van Vivaldi (gespeeld door Joseph Fiennes), Julietta.
- 30 juli – De Zweedse regisseur Ingmar Bergman overlijdt op 89-jarige leeftijd in het Zweedse Faro. Bergman, bekend van films als Het zevende zegel, Wilde aardbeien, Persona en Fanny en Alexander, wordt beschouwd als een van de meest invloedrijke en gewaardeerde filmmakers van de hedendaagse cinema.
- 30 juli – Een dag nadat Ingmar Bergman is overleden, is bekendgemaakt dat een andere belangrijke regisseur, de Italiaan Michelangelo Antonioni, op 94-jarige leeftijd is overleden. Antonioni was vooral bekend van zijn films L'avventura en Blow-Up.
- 5 augustus – Een opnieuw geëdite versie van Blade Runner, de sci-fi klassieker van Ridley Scott zal op 1 september in première gaan op het Filmfestival van Venetië. Blade Runner: The Final Cut bevat onder andere enkele nog niet eerder vertoonde scènes.
- augustus – Nicole Kidman wordt gecast voor de remake van de Colombiaanse horrorfilm Al Final del Espectro.

## Lijst van films
- 1408
- 28 Weeks Later
- 3:10 to Yuma
- 4 luni, 3 săptămâni şi 2 zile (ook bekend als 4 maanden, 3 weken & 2 dagen)
- 5 Centimeters per Second
- Across the Universe
- The Air I Breathe
- Alien vs. Predator: Survival of the Fittest
- Aliens vs. Predator: Requiem
- Alvin and the Chipmunks
- American Gangster
- An American Crime
- Anamorph
- Andromeda
- Aqua Teen Hunger Force
- Arms and the Man
- The Assassination of Jesse James by the Coward Robert Ford
- Atonement
- Auf der anderen Seite
- August Rush
- Awake
- Bachelor Party 2
- Battle in Seattle
- Be Kind Rewind
- Beaufort
- The Beautiful Ordinary
- Because I Said So
- Bee Movie
- Before the Devil Knows You're Dead
- Ben 10: Race Against Time
- Ben 10: Secret of the Omnitrix
- Ben X
- Beowulf
- Black Water
- Blades of Glory
- Blonde and Blonder
- The Blue Hour
- Book of Leo
- The Bourne Ultimatum
- Boy A
- Bratz
- The Brave One
- Bridge to Terabithia
- Bring It On: In It to Win It
- The Bucket List
- Chapter 27
- Charlie Bartlett
- Charlie Wilson's War
- Chill Out, Scooby-Doo!
- Christmas Miracle
- Closing the Ring
- Congorama
- Control
- Daddy Day Camp
- Dalai Lama Renaissance
- Dan in Real Life
- Day 73 with Sarah
- Death Proof
- Death Sentence
- December Boys
- Die Hard 4.0
- Disturbia
- Doctor Strange: The Sorcerer Supreme
- Drifter
- Du bist nicht allein
- Earth
- Eastern Promises
- Elizabeth: The Golden Age
- Enchanted
- Epic Movie
- Evan Almighty
- Evening
- Ex Drummer
- Die Fälscher
- Fantastic Four: Rise of the Silver Surfer
- Farce of the Penguins
- Firehouse Dog
- The Flock
- Fracture
- Frontier(s)
- Futurama: Bender's Big Score
- The Game Plan
- Gangsta M.D.
- Garfield Gets Real
- Georgia Rule
- Ghost Rider
- Girl, Positive
- The Giver
- The Golden Compass
- Gone Baby Gone
- Goud
- Gracie
- The Great Debaters
- Grindhouse
- Hagetaka: Road to Rebirth
- Hairspray
- Halloween
- Hannibal Rising
- Happily N'Ever After
- Harry Potter en de Orde van de Feniks (Engels: Harry Potter and the Order of the Phoenix)
- The Haunting Hour: Don't Think About It
- Have Dreams, Will Travel
- Her Best Move
- High School Musical 2
- The Hills Have Eyes 2
- The Hitcher
- Hitman
- Holiday Switch (ook bekend als A Christmas Wish)
- Home of the Giants
- Hostel: Part II
- Hot Fuzz
- Hounddog
- I Am Legend
- I Could Never Be Your Woman
- I Know Who Killed Me
- I Now Pronounce You Chuck and Larry
- Ik Ben...
- I'm Not There
- I'm Through with White Girls
- In Bruges
- In the Land of Women
- In the Valley of Elah
- Interview
- Into the Wild
- The Invasion
- The Invincible Iron Man
- Jackass 2.5
- Johnny Kapahala: Back on Board
- Jump In!
- Juno
- Katyń
- Keinohrhasen
- King of California
- King of Punk
- The Kingdom
- The Kite Runner
- Knocked Up
- Lars and the Real Girl
- License to Wed
- Lions for Lambs
- Lucky You
- Mama's Boy
- Manuale d'amore 2 - Capitoli successivi
- Meet the Robinsons
- The Messengers
- Michael Clayton
- A Mighty Heart
- Mio fratello è figlio unico
- Mongol
- Moving McAllister
- Mr. Bean's Holiday
- Mr. Brooks
- Music and Lyrics
- My Blueberry Nights
- Nancy Drew
- The Nanny Diaries
- National Treasure: Book of Secrets
- Next
- No Country for Old Men
- No Reservations
- Norbit
- Normal Adolescent Behaviour
- Nous nous sommes tant haïs
- The Number 23
- Ocean's Thirteen
- Out at the Wedding
- P.S. I Love You
- Persepolis
- Pirates of the Caribbean: At World's End
- Planet Terror
- Premonition
- Prey
- Ratatouille
- The Reaping
- REC
- Rendition
- Resident Evil: Extinction
- The Ring 3
- Rise: Blood Hunter
- The Rise of Theodore Roosevelt
- Romulus, My Father
- Rush Hour 3
- Saturno contro
- The Savages
- Saw IV
- Le Scaphandre et le Papillon
- Se, jie (Engels: Lust, Caution)
- Shanghai Kiss
- Shelter
- Shooter
- Shrek the Third
- Sicko
- Silk
- The Simpsons Movie
- Sleepwalking
- Smokin' Aces
- Something's Wrong in Kansas
- Son of Rambow
- Southland Tales
- Spider-Man 3
- St. Trinian's
- The Star Chamber
- Stardust
- Steam
- The Stone Angel
- Storm Warning
- Sunshine
- Super Sweet 16: The Movie
- Superbad
- Superman: Doomsday
- Surf's Up
- Sweeney Todd: The Demon Barber of Fleet Street
- Sydney White
- Taxi 4 (ook bekend als T4xi)
- Taxi to the Dark Side
- The Ten
- Ten Inch Hero
- There Will Be Blood
- A Thousand Years of Good Prayers
- Timber Falls
- TMNT
- The Tracey Fragments
- Transformers
- Twitches Too
- La Vie en Rose
- The Visitor
- Walk Two Moons
- War
- We Own the Night
- Whisper
- White Noise 2: The Light
- Wild Hogs
- Wolfhound
- Wrong Turn 2: Dead End
- Youth Without Youth
- Zeitgeist
- Zodiac

### Lijst van Belgische films
- Ben X
- Firmin
- Dagen zonder lief
- The Flemish Vampire
- K3 en de kattenprins
- De laatste zomer
- Man zkt vrouw
- Vermist

### Lijst van Nederlandse films
- Alles is Liefde
- Anna
- De avondboot (Telefilm)
- Beperkt houdbaar
- Blind
- Complexx
- Dennis P.
- Duska
- Eigenheimers
- Ernst, Bobbie en de geslepen Onix
- HannaHannah
- Honeyz
- Kapitein Rob en het geheim van professor Lupardi
- Kicks
- Moordwijven
- Nadine
- Olivier etc.
- De scheepsjongens van Bontekoe
- SEXtet
- Sinterklaas en het Uur van de Waarheid
- Timboektoe
- Tussenstand
- Waar is het paard van Sinterklaas?
- Wolfsbergen
- Zadelpijn
- Zoop in Zuid-Amerika

1870-1879 · 1880-1889 · 1890 · 1891 · 1892 · 1893 · 1894 · 1895 · 1896 · 1897 · 1898 · 1899 · 1900 · 1901 · 1902 · 1903 · 1904 · 1905 · 1906 · 1907 · 1908 · 1909 · 1910 · 1911 · 1912 · 1913 · 1914 · 1915 · 1916 · 1917 · 1918 · 1919 · 1920 · 1921 · 1922 · 1923 · 1924 · 1925 · 1926 · 1927 · 1928 · 1929 · 1930 · 1931 · 1932 · 1933 · 1934 · 1935 · 1936 · 1937 · 1938 · 1939 · 1940 · 1941 · 1942 · 1943 · 1944 · 1945 · 1946 · 1947 · 1948 · 1949 · 1950 · 1951 · 1952 · 1953 · 1954 · 1955 · 1956 · 1957 · 1958 · 1959 · 1960 · 1961 · 1962 · 1963 · 1964 · 1965 · 1966 · 1967 · 1968 · 1969 · 1970 · 1971 · 1972 · 1973 · 1974 · 1975 · 1976 · 1977 · 1978 · 1979 · 1980 · 1981 · 1982 · 1983 · 1984 · 1985 · 1986 · 1987 · 1988 · 1989 · 1990 · 1991 · 1992 · 1993 · 1994 · 1995 · 1996 · 1997 · 1998 · 1999 · 2000 · 2001 · 2002 · 2003 · 2004 · 2005 · 2006 · 2007 · 2008 · 2009 · 2010 · 2011 · 2012 · 2013 · 2014 · 2015 · 2016 · 2017 · 2018 · 2019 · 2020 · 2021 · 2022 · 2023 · 2024 · 2025